# Соловйова Лариса Вікторівна
Лари́са Ві́кторівна Соловйо́ва (нар. 14 грудня 1978, м. Полтава) — українська паверліфтерка та тренерка, багаторазова чемпіонка світу та рекордсменка.

## Життєпис
Свою спортивну кар'єру почала з гімнастики, досягла звання майстра спорту. У 1995 році вирішила спробувати себе у пауерліфтингу. Через три місяці тренувань отримала звання майстер спорту, тренував Максим Іваньков. Вже за рік, у 1996-му, отримала звання Майстер спорту міжнародного класу, а у 1997 році потрапила до збірної України з пауерліфтінгу серед юніорів. У дорослу команду перейшла за три роки, у 2000-у. На першому чемпіонаті світу серед юніорів стала абсолютною чемпіонкою світу.
До 1998 року її тренував полтавський тренер Максим Іваньков. У 1998 році на Кубку України познайомилася з тренером Дмитром Соловйовим. Вони одружилися у 1999 році і переїхали до Києва.
У 2004-му стала абсолютною чемпіонкою Європи, а у 2011 році — абсолютною чемпіонкою світу. У 2005 році здобула титул чемпіонки Всесвітніх ігор у Німеччині. У 2009 році теж підтвердила свій титул і стала дворазовою чемпіонкою Всесвітніх ігор.
Власну тренерську кар'єру розпочала з 1997 року.

### Всесвітні ігри у Колумбії 2013
У турнірі з пауерліфтингу серед жінок середньої ваги, що відбулись у липні 2013 року, Лариса здобула упевнену перемогу зі світовим рекордом у триборстві зі штангою — 636,0 кг. Крім того, полтавчанка встановила ще два світові рекорди в окремих вправах: присіданні зі штангою — 235,0 кг та жимі лежачи — 166,0 кг. Також Соловйовій не було рівних у становій тязі — 235,0 кг.
Українка продемонструвала небувале домінування над суперницями. Срібну призерку — також українку Тетяну Ахмаметьєву (її результат у триборстві — 572,5 кг) Лариса Соловйова випередила на 57,5 кг. Бронзовою призеркою стала Ху-Чун Ву з Тайваню — її сума у триборстві — 525,0 кг (111,0 кг відставання від лідера.
Лариса другий рік поспіль визнано найкращою на планеті незалежно від вагової категорії (абсолютна чемпіонка визначається за формулою Вілкса, де вираховується співвідношення власної і піднятої ваги). Вона виграла змагання серед спортсменок вагою до 63-х кілограмів.
У 2017 році представляла Україну на Всесвітніх іграх та знову упевнено перемогла, ставши чотириразовою чемпіонкою Всесвітніх ігор.

### 2015
В травні 2015 року на Чемпіонаті Європи з пауерліфтингу виборола золоту медаль у ваговій категорії 63 кг. При цьому встановила два нових світових рекорди у жимі лежачи — 169 та 170 кг.

### 2019
20 листопада 2019 року на Чемпіонаті світу в Дубаї вдев'яте виборола титул чемпіонки світу, встановивши три світових рекорди: 241,5 кг у присіданні, 181,5 — в жимі, 222,5 кг — в тязі, та оновила власний рекорд у сумі триборства — 645,5 кг.

## Сім'я
Одружена з Дмитром Соловйовим. Має доньку.

## Нагороди
- Орден княгині Ольги I ст. (14 вересня 2013) — за досягнення високих спортивних результатів на IX Всесвітніх іграх з неолімпійських видів спорту, піднесення міжнародного престижу України[5]
- Орден княгині Ольги II ступеня — за другі World Games
- Орден княгині Ольги III ступеня — за перші Всесвітні ігри
- Найкращий спортсмен-неолімпієць 2011 року